# Балки (Ставропольский край)
Балки — хутор в Шпаковском муниципальном округе Ставропольского края России.

## География
Расстояние до краевого центра 17 км, до районного центра 8 км.
Хутор находится в верховье реки Кизиловка.

## История
По мнению краеведа Н. Г. Завгороднего, хутор Балки основан в 1906 году, в период проведения Столыпинской аграрной реформы:9.

В рапорте Михайловского волостного старшины сказано, что по закону от 9-го ноября 1906 года земельные наделы на мужской пол закреплены в личную собственность. В балковской долине, поросшей лесным кустарником, было много родников с хорошей питьевой водой (куртинами звались), — рассказывал Андрей Иванович Иноземцев [старожил г. Михайловска]. — Ниже леса сделал запруду и водяную мукомольную мельницу поставил. Затем мы в отруб ушли. Так и возник хутор Балки.— Завгородний Н. Г. Справочник по истории создания улиц и переулков с. Шпаковского (Михайловского):9
До 29 декабря 1998 года хутор входил в Шпаковский сельсовет.
29 декабря 1998 года Законом Ставропольского края был «Упразднён Шпаковский сельсовет Шпаковского района в связи с преобразованием центра района села в город районного подчинения — г. Михайловск. Сельские населённые пункты — хутора: Балки, Кожевников, Подгорный, входившие в состав Шпаковского сельсовета, переданы в административное подчинение г. Михайловску без изменения их статуса».
До 16 марта 2020 года входил в состав упразднённого городского поселения Город Михайловск.

## Население
| 1925 | 1926 | 1989 | 2002 | 2010 | 2013 | 2014 |
| ---- | ---- | ---- | ---- | ---- | ---- | ---- |
| 198  | ↘82  | ↗119 | ↗175 | ↘41  | ↗57  | ↗400 |
| 2021 |      |      |      |      |      |      |
| ↘20  |      |      |      |      |      |      |

По данным переписи 2002 года, 76 % населения — русские.